# يوسف صبري أبو طالب
يوسف صبري أبو طالب (24 مايو 1929 - 29 سبتمبر 2008)، وزير الدفاع المصري من 1989 إلى 1991 والذي تم تعيينه خلفا للمشير محمد عبد الحليم أبو غزالة. شارك في حرب 1948، و 1956، ومعارك الاستنزاف واشترك في حرب أكتوبر 1973.

## المؤهلات العلمية العسكرية
- بكالوريوس في العلوم العسكرية.
- ماجستير في العلوم العسكرية.
- دورة معلم مدفعية، من روسيا.
- دورة مراقبة نيران، من الولايات المتحدة الأمريكية.

## المناصب التي تولاها
- كبير المعلمين بمعهد مدفعية القوات المسلحة.
- قائد مدفعية الفرقة السادسة.
- رئيس أركان مدفعية الجيش الثالث الميداني.
- قائد مدفعية الجيش الثالث الميداني.
- رئيس أركان إدارة المدفعية والصواريخ.
- مدير إدارة المدفعية والصواريخ.
- محافظ شمال سيناء (مايو 1980 - أغسطس 1982).[2]
- محافظ القاهرة (مارس 1983 - أبريل 1989).[3]
- وزير الدفاع القائد العام للقوات المسلحة ووزير الإنتاج الحربي.

## الأوسمة العسكرية التي حصل عليها
- وسام الجمهورية من الطبقة الأولى.
- وسام العلوم والفنون.
- نوط الواجب العسكري من الطبقة الأولى.
- نوط الخدمة الممتازة.
- نوط الجمهورية من الدرجة الأولى.
- نوط التدريب من الطبقة الأولى.
- ميدالية الخدمة الطويلة والقدوة الحسنة.
- أوسمة متعددة من الدول الأجنبية.